# Microsoft SM
Microsoft S+M(Microsoft Speed + Mobility)とは、マイクロソフトが主導で開発したウェブコンテンツ転送用のプロトコルである。HTTPと類似しており、主にウェブページの読み込みの高速化とウェブセキュリティの向上のために開発された。Googleの開発したSPDYの改良版であり、Microsoft S+MはSPDYの圧縮、多重化、優先順位付けによって高速化を実現する。

## HTTPとの関係
SPDY上で開発されているMicrosoft S+MはHTTPを置き換えるものではない。HTTPリクエストと応答の伝送方法を変更するものである。これは、すべてのサーバーサイドアプリケーションはSPDY互換の伝送レイヤーが導入されれば、何の変更も必要なく使用できるということである。リクエストがSPDYを使い送信されると、リクエストは処理され、トークン化され、平易化され、圧縮される。例えば、それぞれのSPDYエンドポイントは、どのヘッダーが以前に送信されたか記録し、変更されていないヘッダーを再送信することを避けることができる。これらは圧縮して送信する必要がある。
HTTPbis IETFワーキンググループはHTTP/2への作業を開始し、SPDYを開始点として設定した。